# BG Klinikum Hamburg
Das BG Klinikum Hamburg („Boberg“) ist ein Unfallkrankenhaus in  Hamburg-Lohbrügge. Es ist eins von neun BG Kliniken unter dem Dach der BG Kliniken – Kliniken der gesetzlichen Unfallversicherung gGmbH. Finanziert wird das BGKH allein von den Berufsgenossenschaften als Trägerinnen der gesetzlichen Unfallversicherung in Deutschland. Öffentliche Mittel werden nicht gewährt. Dennoch steht das BG Klinikum Hamburg nicht nur Versicherten der Berufsgenossenschaften und Unfallkassen offen, sondern auch Patienten in privaten oder gesetzlichen Krankenversicherungen.

## Geschichte

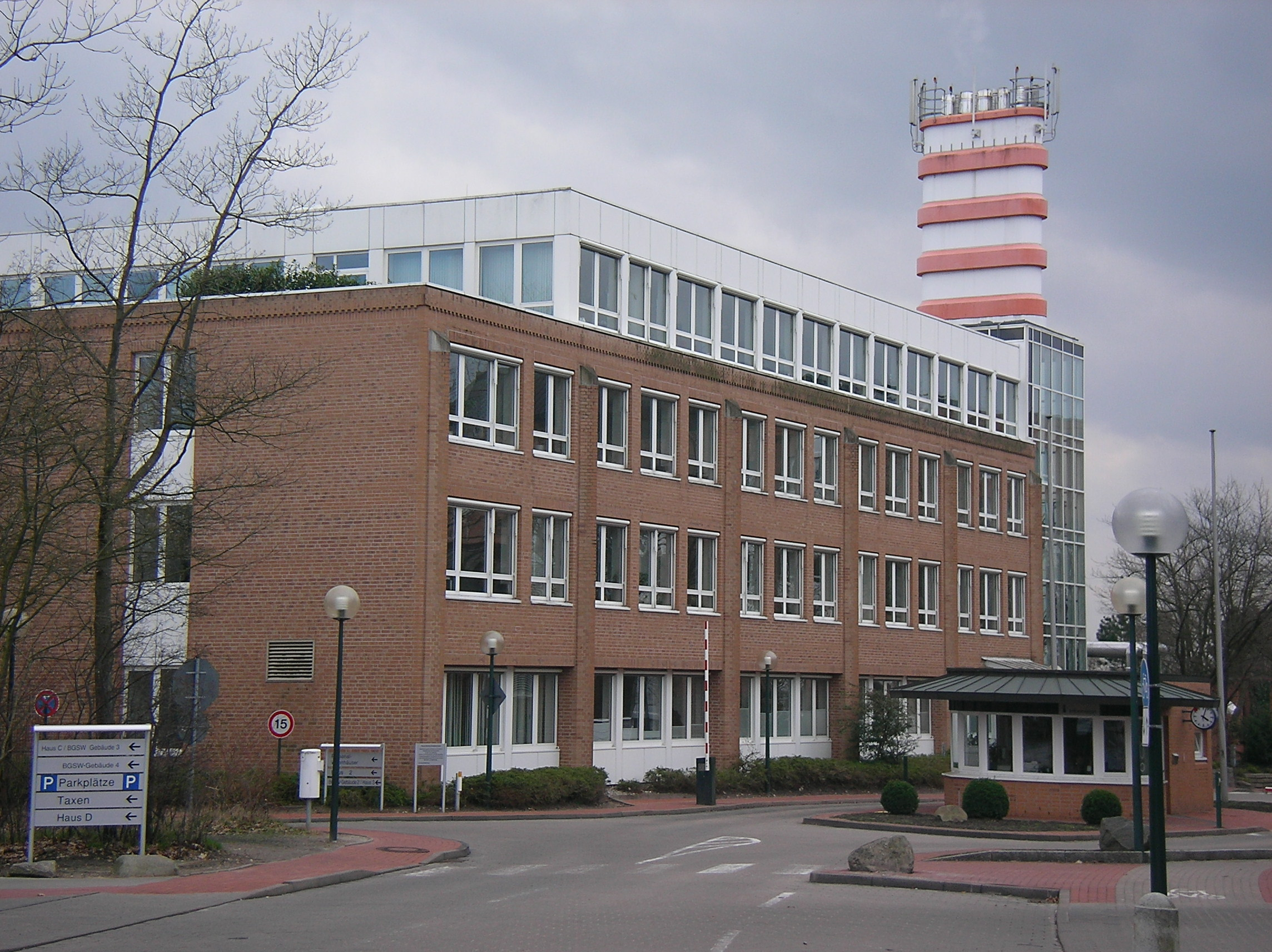
Verwaltung von „Boberg“

Die Berufsgenossenschaftlichen Unfallkliniken sind besonders eingerichtet für die Versorgung von Menschen nach Arbeitsunfällen, darunter Traumafolgen und Mehrfachverletzungen, und für die Behandlung bei Berufskrankheiten. Das Hamburger Haus wurde 1959 mit 240 Betten errichtet. Aktuell verfügt es über rund 731 Betten. Zur Belegschaft zählen 2271 Mitarbeitende mit 290 Ärzten. Es fungiert auch als Lehrkrankenhaus des Universitätsklinikums Schleswig-Holstein, Campus Lübeck.

## Leitung
Die Geschäftsführung liegt ab dem 1. Januar 2023 in den Händen von Harald Müller (Vorsitz) und Rolf Keppeler. Ärztlicher Direktor ist seit dem 1. Juli 2020 Karl-Heinz Frosch, der auch Lehrstuhlinhaber im Universitätsklinikum Hamburg-Eppendorf ist.

## Bauliche Veränderung
Um das Krankenhaus baulich auf den aktuellsten Stand zu bringen, gibt es Pläne für einen Neubau.

## Spezialgebiete
(Quelle: )
- Allgemeinchirurgie
- Anästhesie
- Dermatologie
- Frührehabilitation
- Handchirurgie
- Intensivmedizin
- Kniegelenkchirurgie
- Neurochirurgie
- Neurologie
- Neuro-Urologie
- Orthopädie
- Plastische Chirurgie
- Prävention
- Psychotraumatologie
- Radiologie
- Rehabilitation
- Rekonstruktive Chirurgie
- Rettungs- und Notfallmedizin
- Schmerzmedizin
- Septische Chirurgie
- Sportmedizin
- Unfallchirurgie/Traumatologie
- Verbrennungsmedizin
- Viszeralchirurgie
- Wirbelsäulenchirurgie

## Standorte
- BG Nordsee-Reha-Klinik, St. Peter-Ording
- BG Rehazentrum HafenCity Hamburg
- iDerm
- MVZ BG Klinikum Hamburg (Medizinisches Versorgungszentrum)
- OP-Zentrum BG Klinikum Hamburg

## Externe BG Abteilungen an anderen Standorten
- Universitätsklinikum Schleswig-Holstein, Campus Lübeck
- Katholisches Kinderkrankenhaus Wilhelmstift (Hamburg)

## Kooperationspartner
- Bethesda Krankenhaus Bergedorf
- Bundeswehrkrankenhaus Hamburg